# 利亚 (马耳他)
利亚是馬耳他的市镇及村落，位於馬爾他島東北部。市镇面積为1.1平方公里，海拔高度79米，2019年人口数量为3,202人。

## 外部連結
- 官方网站  （马耳他文） （英文）